# Distretto di Hoshangabad
Il distretto di Narmadapuram è un distretto del Madhya Pradesh, in India, di 1 085 011 abitanti. È situato nella divisione di Hoshangabad dopo che fino al 2008 aveva fatto parte della divisione di Bhopal e il suo capoluogo è Narmadapuram.